# Mapping Cancer Markers
Mapping Cancer Markers ist ein Projekt des World Community Grid für verteiltes Rechnen. Ziel des Projektes ist einerseits, Krebsmarker, die helfen können, Krebs früher zu diagnostizieren, zu identifizieren. Andererseits erhofft man sich, Hochrisiko-Patienten früher zu erkennen und ein Heilmittel gegen Krebs zu finden.
Wer am Projekt teilnimmt, stellt die ungenutzte Rechenkapazität des eigenen Computers zur Verfügung. Zur Teilnahme muss nach der Registrierung auf der World Community Grid Website ein kleines Programm heruntergeladen und installiert werden. Dieses steht für Windows, Mac und Linux im Rahmen der BOINC-Software zur Verfügung. Es bezieht von der Website ein kleines Aufgabenpaket und lädt am Ende die Resultate hoch.
Die Resultate sollen am Ende gemeinfrei der Forschung zur Verfügung gestellt werden.